# 國家活動限界
《國家活動限界》（德語：Ideen zu einem Versuch die Grenzen der Wirksamkeit des Staats zu bestimmen）是德國政治哲學書，洪保著，寫於1790年代初期，但直十九世紀洪保逝世很久之後，才完整出版。此書是1859年的《論自由》重要靈感來源。洪保定義國家在什麼事情適合介入，什麼事務不應插手。洪保基本原則是，國家介入唯一理由，就是防止傷害他人。他詳細討論國家對國民的好處、安全與道德，以及相關限界 。

## 翻譯
- 西村稔譯：國家活動限界（京都大學學術出版會，2019年）